# 滨湖区
滨湖区是中华人民共和国江苏省无锡市所辖的一个市辖区。区域总面积为770平方公里，自2010年11月15日起，中共无锡市委、无锡市人民政府机关从崇安区迁至滨湖区新金匮路1号市民中心办公，滨湖区成为新的无锡市政府所在地。
濱湖區因瀕臨太湖而得名。區境內有環太湖公路、京杭大運河、錫宜高速公路穿境而過。濱湖區獲得第二批國家全域旅遊示範區、第四批國家生態文明建設示範市縣、江蘇省第二批省級全域旅遊示範區等榮譽稱號。區人民政府駐金城西路500号 。

## 历史沿革
滨湖区位于无锡市南部，因濒临太湖而得名。隋朝、唐朝为无锡县地。元朝属无锡州。明朝为无锡县。清朝隶属无锡县、金匮县。辛亥革命后，1912年归为无锡县地。1950年，设无锡市郊区。1955年，为郊区。1958年，撤郊区并入无锡县。1960年，改设太湖公社。1961年，改为无锡市太湖区。1965年，再更改为无锡市郊区。1980年，设马山办事处。1988年，升格为马山区。2000年12月，郊区、马山区合并为滨湖区。

## 行政区划
滨湖区下辖8个街道办事处、1个镇：
河埒街道、荣巷街道、蠡园街道、蠡湖街道、华庄街道、太湖街道、雪浪街道、马山街道和胡埭镇。
滨湖区的马山街道几乎被常州市武进区与无锡市滨湖区其它行政区划隔开，仅依靠太湖上的顾我桥与无锡市保持陆上连接，差一点成为滨湖区的一块飞地。

## 人口
根據第七次全国人口普查數據，截至2020年11月1日零時，濱湖區常住人口為592984人。

## 地理環境
滨湖区地貌属太湖湖积平原，低山残丘环湖，山体由泥盆系石英砂岩、粉砂岩组成。
域内河道纵横，水网密布，是典型的江南水乡。除太湖外，滨湖区共有大小河道534条。
滨湖区属北亚热带季风气候，四季分明，气候湿润，雨量充沛，日照充足，无霜期长，冬季北风多，受北方大陆冷空气侵袭，干燥寒冷，夏季偏南风居多，受海洋季风影响，炎热湿润，春夏之交多“梅雨”，夏末秋初多台风。

## 交通

### 干线公路
- 沪常高速

### 航运
- 京杭大运河

### 地铁
- █ 无锡地铁1号线
- █ 无锡地铁2号线
- █ 无锡地铁4号线

## 旅遊景點
- AAAAA级景区3个：灵山大佛胜境、央视无锡影视基地（三国城、水浒城）、鼋头渚
- AAAA级景区4个：荣氏梅园、蠡园、动物园、锡惠名胜区
- AAA级景区5个：龙头渚、雪浪山生态园、龙寺生态园、太湖花卉园、唐城

## 特產
太湖银鱼、白魚、白蝦。

## 友好城市
- 松阪市（日本三重县）
2008年4月14日 缔结友好关系[5][6]